# Phrygian gates
Phrygian gates is een compositie van John Adams.
Het is samen met China gates een vroeg werk van Adams; Adams beschouwde het setje als zijn “opus one”, verwijzend naar de werknummering binnen de klassieke muziek. Adams studeerde nog aan het Conservatorium van San Francisco. 
Daar waar China gates geschreven is voor pianiste Sarah Cahill met een uitgebreide carrière, werd Phrygian gates (26 minuten) geschreven voor pianist en vriend Mack McCray, die na een stevig begin als solist, meer naar de achtergrond verdween. McCray verlangde een langer solostuk. Hij speelde het werk als premièrestuk tijdens een concert op 17 maart 1978. 
Het werk kent een driedelig achtergrond. "Phrygian" verwijst naar de kerktoonsoort Phrygisch waarin het is geschreven. "Gates" is een term uit de elektronische muziek die aangeeft dat er overgeschakeld wordt naar een ander ritme, maat of stemming, zowel in muzikale zin als sfeertekening. Phrugisch is niet de enige toonsoort die in het werk voorkomt. Ook het lydisch komt voor; Adams wisselt ze regelmatig af, ook nog eens gebruikmakend van de kwintencirkel. Gedurende het werk krijgt het phrygisch de overhand. De componist ging uit van de karakteromschrijving van beide toonsoorten, phrygisch zou instabiel en bezorgd zijn, lydisch rustig en helder. Tot slot is er de minimalistische muziek waarin Adams componeerde en die hij (ook) in dit werk al probeerde los te laten richting postminimalisme. Binnen die muzieksoorten zijn plotselinge kenteringen niet gangbaar.
Phrygian gates kent drie delen die achter elkaar worden doorgespeeld; alleen deel twee kreeg een titel mee: A system of weights and measures.
Het werk kent meerdere uitvoeringen op disc, waaronder een van Ralph van Raat voor Naxos en één van Jeroen van Veen voor Brilliant Classics. Mack McCray legde Phrygian gates direct vast (New Albion) en behaalde er met noteringen binnen als Beste opnamen van het jaar 1981.